# المبارک
ال مبارک یک منطقهٔ مسکونی در عربستان سعودی است که در استان مکه واقع شده‌است.